# Krigets skördar
Krigets skördar (engelska: Fortunes of War) är en brittisk TV-serie från 1987. Den är baserad på Olivia Mannings romanserie Fortunes of War. I huvudrollerna ses Kenneth Branagh som Guy Pringle, föreläsare i engelsk litteratur i Bukarest under första delen av andra världskriget och Emma Thompson som hans fru Harriet. 

## Rollista
- Emma Thompson - Harriet Pringle
- Kenneth Branagh - Guy Pringle
- Charles Kay - Dobson
- Mark Drewry - Dubedat
- Ronald Pickup - Prins Yakimov
- Alan Bennett - Lord Pinkrose
- Harry Burton - Sasha Drucker
- Rupert Graves - Simon Boulderstone
- James Villiers - Inchcape
- Robert Stephens - Castlebar

## Utmärkelser
- BAFTA 1988
  - Bästa skådespelerska – Emma Thompson (för denna TV-serie och för TV-serien Tutti Frutti).
  - Bästa kostymdesign – Christine Rawlins
  - Bästa design – Tim Harvey